# Tệ nạn xã hội
Tệ nạn xã hội hay vấn đề xã hội là một trong những vấn đề ảnh hưởng đến nhiều cá nhân trong xã hội. Đây là một vấn đề xã hội có nhiều phạm trù về chiều sâu cũng như vẻ ngoài. Đó là một vấn đề phổ biến chúng ta thấy xảy ra trong xã hội. Một vấn đề xã hội có thể được coi là một vấn đề ảnh hưởng đến nhiều người và nhiều người cố gắng giải quyết vấn đề này. Nó thường là hậu quả của các yếu tố vượt ra ngoài tầm kiểm soát của một cá nhân và là nguồn gốc của một ý kiến trái ngược nhau trên cơ sở những gì được coi là đời sống cá nhân đúng đắn hoặc không chính xác hoặc đời sống xã hội giữa các cá nhân. Các tệ nạn xã hội được phân biệt với các vấn đề kinh tế; tuy nhiên, một số vấn đề (như nhập cư) có cả khía cạnh xã hội và kinh tế. Cũng có những vấn đề không thuộc một trong hai loại, như chiến tranh.
Có thể có những bất đồng về những vấn đề xã hội nào đáng để giải quyết, hoặc vấn đề nào cần được ưu tiên. Các cá nhân khác nhau và các xã hội khác nhau có nhận thức khác nhau.
Trong Quyền của Con người và Ý thức chung, Thomas Paine đề cập đến nghĩa vụ của mỗi cá nhân là "cho phép các quyền tương tự đối với người khác khi chúng ta cho phép mình". Việc không đảm bảo quyền lợi như vậy gây ra sự ra đời của một vấn đề xã hội.
Có nhiều phương pháp mọi người sử dụng để chống lại các vấn đề xã hội. Một số người bỏ phiếu cho các nhà lãnh đạo trong một nền dân chủ để thúc đẩy lý tưởng của họ. Ngoài quy trình chính trị, mọi người quyên góp hoặc chia sẻ thời gian, tiền bạc, năng lượng hoặc các tài nguyên khác của họ. Điều này thường có hình thức tình nguyện. Các tổ chức phi lợi nhuận thường được thành lập với mục đích duy nhất là giải quyết một vấn đề xã hội. Tổ chức cộng đồng liên quan đến việc tập hợp mọi người lại với nhau vì một mục đích chung.
Một ý nghĩa riêng biệt nhưng có liên quan của thuật ngữ "vấn đề xã hội" (đặc biệt được sử dụng ở Hoa Kỳ) đề cập đến các chủ đề lợi ích chính trị quốc gia, trong đó công chúng bị chia rẽ sâu sắc và là chủ đề của sự ủng hộ, tranh luận và bỏ phiếu mạnh mẽ của đảng phái. Ví dụ bao gồm hôn nhân đồng giới và phá thai. Trong trường hợp này, "vấn đề xã hội" không nhất thiết phải đề cập đến một căn bệnh cần giải quyết, mà là một chủ đề sẽ được thảo luận.

## Vấn đề cá nhân
Vấn đề cá nhân là những vấn đề mà các cá nhân tự giải quyết và trong một phạm vi nhỏ các đồng nghiệp và mối quan hệ của họ. Mặt khác, các vấn đề xã hội liên quan đến các giá trị được ấp ủ bởi xã hội rộng rãi. Ví dụ, tỷ lệ thất nghiệp cao ảnh hưởng đến hàng triệu người là một vấn đề xã hội. Ranh giới giữa một vấn đề cá nhân và một vấn đề công cộng có thể là chủ quan và phụ thuộc vào cách các nhóm được xác định. Tuy nhiên, khi một khu vực đủ lớn của xã hội bị ảnh hưởng bởi một vấn đề, nó sẽ trở thành một vấn đề xã hội. Quay trở lại vấn đề thất nghiệp, trong khi một người mất việc là vấn đề cá nhân và không phải là vấn đề xã hội, sa thải 18 triệu người có khả năng tạo ra nhiều vấn đề xã hội.

## Âm nhạc
Các bài hát phản ánh tệ nạn xã hội do Duy Mạnh sáng tác và trình bày:
- Đời thua bạc
- Kẻ tham tiền
- Kiếp ăn chơi
- Kiếp bán độ
- Kiếp đỏ đen
- Lầm lỗi
- Lời sám hối của kẻ hấp hối
- Lời sám hối của kẻ hoàn lương
- Lời xin lỗi của một dân chơi
- Mời ngay lên phường
- Phê